# Connaissance déclarative
 (mars 2015).
Si vous disposez d'ouvrages ou d'articles de référence ou si vous connaissez des sites web de qualité traitant du thème abordé ici, merci de compléter l'article en donnant les références utiles à sa vérifiabilité et en les liant à la section « Notes et références ».
En psychologie de l'apprentissage, la connaissance déclarative correspond au savoir qu'un individu est capable d'énoncer concernant ses connaissances procédurales. Cette connaissance correspond à des connaissances théoriques et générales. 